# Bandidos rurales
Bandidos rurales es el duodécimo álbum de estudio del cantautor argentino León Gieco. Fue publicado en el año 2001 por el sello EMI y producido por León Gieco y Luis Gurevich. El disco cuenta con la colaboración de grandes invitados y contiene canciones que se convertirían en clásicos de Gieco como “Bandidos Rurales”, un relato (cantado) de algunos de los más famosos bandidos de finales del siglo XIX y principios del XX en Argentina (cuenta con la colaboración de Ricardo Iorio en voces), “Las Madres del Amor” (participan Charly García tocando el órgano, Nito Mestre, Chizzo Nápoli, Gustavo Santaolalla en coros, y Ricardo Mollo en guitarra, entre otros), la potente “Ídolo de los quemados” (con Sixto Palavecino en el violín), “La guitarra” (que tiene en coros a Víctor Heredia) y “De igual a igual".

## Grabación
En este disco, León Gieco vuelve sobre sus temas preferidos: la defensa de los más débiles, el rescate de la memoria y el sincretismo de culturas. Una placa repleta de colaboraciones “famosas”. Bandidos rurales es un disco que se inicia exaltando a legendarios bandoleros románticos, e historias que se remontan a comienzos del siglo XX. Folklore, rock, baladas, historias reales, polvo, campo, caballos y guitarras son algunos de los ingredientes de este disco en donde León vuelve a intentar unir a músicos tan disímiles entre sí como Ricardo Iorio, Sixto Palavecino, Charly García, Víctor Heredia y Ricardo Mollo, entre otros.

Nos costó mucho trabajo hacer Bandidos rurales. Hace mucho que estábamos lidiando con este disco. Entonces yo le decía a la EMI: "Editen el demo, ya está". Teníamos fiaca de ir a grabarlo, y una vez grabado decíamos: "¡Y ahora tenemos que tocarlo!" (risas). Pero inventamos una nueva forma de hacer un disco: les dijimos al guitarrista [Michael Thompson] y al bajista [Jimmy Johnson] que tocaran encima del demo. Quedaron cosas muy jugadas. Por ejemplo, en "La memoria", la voz del tema es la misma que la del demo, y el piano también es el mismo que grabamos en mi casa. Eso me lo sugirió David Campbell, que es uno de los más grandes arregladores que existen. Me dijo: "Vos sos uno de mis preferidos"...
León Gieco.

Las letras tratan sobre el rescate de quienes, en la opinión de Gieco, son los olvidados y perseguidos por el poder, la bandera de los derechos humanos, con ataques directos hacia los que considera “los malos de la película” siempre para la mirada progresista nacional. Aunque muchas veces bordee el cliché, la consigna se hace legítima en la voz de Gieco por la coherencia de su discurso a través de los años. 

Bandidos rurales es un incentivo a la lucha, aunque es cierto que en este país vivimos en una lucha permanente. Lo de la debilidad tiene que ver con que sólo un pueblo débil pudo haber votado a Bussi, a Rico, a Patti o a Menem para su segundo mandato. Nos pasamos la vida creyendo los títulos de los afiches que nos pegan en la calle. Y también somos un país loterista: creemos que el que viene después nos va a salvar de todos los males.
León Gieco.

El álbum vuelve al tema de los derechos humanos, vuelve a dedicarles canciones a las Madres de Plaza de Mayo ("Las Madres del Amor" e "Ídolo de los quemados"), así como a los reclamos de tierras de comunidades indígenas ("Ídolo de los quemados", "Ruta del coya", en honor del poeta tilcareño Choquevilca) y a quienes son o se sienten discriminados por su nacionalidad o color de piel ("De igual a igual"). Para darle nombre y una estética propia al disco, Gieco eligió "Bandidos rurales", una canción sobre personajes populares de las pampas, hoy convertidos en leyenda, como es el caso de Mate Cosido y Vairoleto, quienes son descriptos como "bandidos rurales difícil de atraparles, igual que alambrar estrellas en tierra de nadie..." en la composición que da título al álbum y lo abre, casi como una declaración de principios. La canción es un extenso blues con los sonidos pampeanos que le aporta el violín toba sampleado de Anastasio Peñaloza y Don Custodio.
Tras esa canción, Gieco homenajea a la Ciudad de Buenos Aires, a la que llama la "ciudad del sino" en la que la "sociedad está esperando un milagro" en "Buenos Aires (de tus amores)". También habla de su llegada al mundo y a la música en "Sin querer". "Ídolo de los quemados", por su parte, es la canción en la que Gieco expresa su posición personal acerca de sus gustos ("el lunfardo de Rivero") y vivencias personales (su llegada a Buenos Aires), de gente a quien admira o respeta (Hermenegildo Sábat, Gardel, las Madres de Plaza de Mayo) y de cuestiones puntuales de la actualidad del año 2001, atacando concretamente a dirigentes y ex dirigentes políticos contrarios a las ideas del autor, como María Julia Alsogaray, Antonio Bussi y su hijo Ricardo.
"La guitarra", tema basado en un poema de Atahualpa Yupanqui, sigue en la lista de temas y da paso a "De igual a igual", todo un alegato contra la discriminación hacia los seres que son "bolita en Italia", "colombo en Nueva York" y "sudaca en España", al tiempo que reclama igualdad de posibilidades respecto de quienes alguna vez llegaron a la Argentina en busca de una tierra más prolífica que la que dejaron atrás. "Europa no recuerda de los barcos que mandó / Gente herida por la guerra esta tierra la salvó", dice la letra de Gieco, que remata con un estribillo aún más contundente: "Si me pedís que vuelva otra vez donde nací / yo pido que tu empresa se vaya de mi país", con el que se manifiesta en desacuerdo con la política -compartida en Argentina prácticamente por todos los espacios políticos- de "atraer y cuidar la inversión extranjera". Cierran el disco "La memoria" -una canción que recuerda que los militares que habían sido condenados como genocidas estaban sueltos tras los indultos, los gastos militares de todo el mundo a los que considera inmorales, recupera la memoria de sacerdotes católicos que tomaron posturas de izquierda durante los años setenta, como el padre Mujica, Rodolfo Walsh, los padres palotinos y Angeleli, recuerda a los muertos por el terrorismo en los noventa, como quienes murieron en la AMIA y la Embajada de Israel, y cuestiona a la Justicia y a las Iglesias-, y una "sonrisa" hacia los "Viejos amores".

Desde el principio me pareció que Iorio se iba a morir por la letra de ese tema ["Bandidos Rurales"]; siempre pensé en cantarlo con él. Cuando le dije eso a [el presidente de EMI] Chacho Ruiz, él peló el diario La Nación y me dijo: "Mirá lo que está diciendo tu amigo Iorio", y leí lo que había dicho sobre los judíos. Entonces creí que habría sido un error de él, que igual Ricardo era muy valioso por muchas de sus letras y por su musicalidad... Después de grabar, a los cinco días me enteré de que en el último disco de Almafuerte había una canción a favor de Seineldín. Y yo ya había grabado, entonces otra vez me agarró el bajón. Y ahora tengo que explicar dos cosas: no sólo el tema de los judíos, sino también otro tema con el que no estoy de acuerdo, el de Seineldín. Qué sé yo. Que pase lo que pase.
León Gieco.

Son muchos los invitados presentes en esta placa de Gieco: Charly García, Ricardo Iorio (Almafuerte), Nito Mestre, Chizzo Nápoli (La Renga), Ricardo Mollo (Divididos), Andrés Giménez (A.N.I.M.A.L.), Víctor Heredia, Sixto Palavecino y Carlos Núñez son algunos de los más destacados.

## Lista de canciones
| N.º | Título | Letras                    | Música          | Duración |  |
| 1.  | «Bandidos rurales» (con Ricardo Iorio)                                                                     | León Gieco, Hugo Chumbita | Luis Gurevich   | 6:16     |  |
| 2.  | «Buenos Aires (de tus amores)»                                                                             | Gieco                     | Gieco, Gurevich | 5:08     |  |
| 3.  | «Sin querer»                                                                                               | Gieco                     | Gurevich        | 5:11     |  |
| 4.  | «Ídolo de los quemados» (con Sixto Palavecino)                                                             | Gieco                     | Gurevich        | 6:07     |  |
| 5.  | «Uruguay, Uruguay» (Hugo y Osvaldo Fattoruso)                                                              | Gieco                     | Gieco           | 5:03     |  |
| 6.  | «Ruta del coya»                                                                                            | Gieco                     | Gurevich        | 4:27     |  |
| 7.  | «Las madres del amor» (con Charly García, Nito Mestre, Chizzo Nápoli, Gustavo Santaolalla y Ricardo Mollo) | Gieco                     | Gurevich        | 6:07     |  |
| 8.  | «Canción para luchar»                                                                                      | Gieco                     | Gurevich        | 4:43     |  |
| 9.  | «La guitarra» (con Victor Heredia)                                                                         | Atahualpa Yupanqui        | Gieco           | 3:00     |  |
| 10. | «De igual a igual» (con Santaolalla)                                                                       | Gieco                     | Gieco, Gurevich | 3:31     |  |
| 11. | «La memoria»                                                                                               | Gieco                     | Gieco           | 6:05     |  |
| 12. | «Viejos amores» (con Santaolalla)                                                                          | Alicia Scherman, Gieco    | Gieco           | 4:08     |  |

## Personal[4]
| - León Gieco: voz, coros, armónica y guitarra. - Luis Gurevich: guitarra, samplers, teclados, dirección de coro, guitarras slide, piano, arreglos de cuerdas, coros y acordeón. - Russ Kunkel: batería. - Jimmy Johnson: bajo. - Alex Acuña: percusión. - Michael Thomson: guitarra y dobro. - Grant Geissman: guitarra y mandolina. - Novi Novag: viola. - Kenny O' Brien: arreglos vocales y coros. - Leyla Hoyle: coros. - Francis Benítez: coros. - Jon Gilutin: piano y teclados. - David Campbell: viola, arreglos de coro y cuerdas. - Larry Corbett: chelo. - Joel Derovin: viola y violín. - Sixto Palavecino: violín y consejos en "Ídolo de los quemados". - Osqui Amante: loop de bombo. | - Eduardo Rogatti: dobro, mandolín y guitarra slide. - Hugo Fattoruso: teclados en "Uruguay, Uruguay". - Osvaldo Fattoruso: batería en "Uruguay, Uruguay". - Carlos Núñez Muñoz: flautas y whistles. - Ricardo Mollo: guitarra y coros en "Las madres del amor". - Claudio Marciello: guitarra en "Las madres del amor". - Charly García: órgano en "Las madres del amor". - Nito Mestre: coros en "Las madres del amor". - Andrés Giménez: coros en "Las madres del amor". - Gustavo Santaolalla: coros en "Las madres del amor", ronroco y coros en "De igual a igual", y voz en "Viejos amores". - Chizzo Nápoli: coros en "Las madres del amor". - Eduardo Méndez "Toto": guitarra y arreglos. - Silvio Ortega: guitarra. - Carlos Morales: guitarra. - Marcel Chávez: guitarrón. - Victor Heredia: voz en "La guitarra". |

## Ficha técnica
- Es una producción EMI ODEON S.A.I.C.
- Realizada y dirigida por León Gieco y Luis Gurevich.
- Realización general: Gustavo Borner, León Gieco y Luis Gurevich.
- Coordinación de producción en Los Ángeles: Daniel Borner.
- Coordinación de producción en Buenos Aires: Nacho Soler.
- Grabado y mezclado en "Igloo Music", Burbank, California.
- Ingeniero de grabación y mezcla: Gustavo Borner.
- Asistente: Eduardo Mackinlay.
- Masterizado en Precision Mastering, Los Ángeles, California.
- Preproducción: Estudio "Del Arco".
- Ingeniero de preproducción: Osqui Amante.
- Dirección de arte: Liza Gieco.
- Diseño: Zky&Sky.
- Fotos: Diego Levi e Inés Ulanovsky.